# 陈劲松 (扶贫工作者)
陈劲松，中华人民共和国政治人物、全国脱贫攻坚先进个人。

## 生平
陈劲松任四川省乐山市马边彝族自治县委副书记、副县长（挂职），中央纪委国家监委驻科技部纪检监察组办公室主任。因在脱贫攻坚战中作出突出贡献，2021年2月25日全国脱贫攻坚总结表彰大会上，陈劲松被授予“全国脱贫攻坚先进个人”。